# Vityim

A Vityim helyzete Szibériában

A Vityim (oroszul: Витим) folyó Kelet-Szibéria délnyugati részén, Oroszország Bajkálontúli határterületén, Irkutszki területén és Burjátföldön; a Léna jobb oldali mellékfolyója.

## Földrajz
Hossza: 1978 km (a Vityimkannal együtt), vízgyűjtő területe: 225 000 km2, évi közepes vízhozama Bodajbo városnál 1530 m3/s, a torkolatnál kb. 2000 m3/s.
A Bajkál-tótól keletre húzódó Ikatszkij-hegységben ered, ezen a részen neve Vityimkan (az evenki kan szó jelentése "kicsi", azaz Kis-Vityim). A Vityim kezdetének általában a Csina- és a Vityimkan-folyók egyesülését tekintik, hossza innen számítva 1837 km, a Vityimkannal együtt 1978 km. A Vityimkan északkelet felé folyik, a Csina beömlésétől a folyó előbb dél felé, majd keleti irányban halad. Ezen az első 500 km-en (Romanovka faluig) sekély, de nagy esésű, meredek partok között kanyargó hegyi folyó.
Romanovkánál északkelet felé fordul, a Kaunda mellékfolyó betorkolása után hosszú szakaszon a  Bajkálontúli határterület és Burjátföld határán folyik, a Vityim-felföldön, lejjebb a Sztanovoj-felföldön át. A Cipa folyó torkolatától észak felé tart, mély, szurdokszerű völgyben átvágja magát a Kodar- és az Észak-mujai-hegységek között, majd a Deljun-Uran-hegységen.
Már az Irkutszki területen, a Patom-felföld előtt nagy kanyart képez, nyugat felé, majd északnyugat felé folyik; a hegyek közül kiérve völgye szétterül, folyása lelassul és Jakutföld délnyugati peremén, a Léna-parti Vityim település alatt deltatorkolattal, két főággal ömlik a Lénába.
A Vityim magasvize szinte egész nyáron át elhúzódik, az áradás többnyire júniusban tetőzik. November elejétől május második feléig befagy. A hajózási idényben alsó szakasza Bodajbóig folyamatosan, feljebb részlegesen hajózható.

## Mellékfolyói
- jobbról a Kaunda (190 km), a Karenga (320 km), a Kalakan (315 km), a Kalar (511 km) és a Bodajbo;
- balról a Cipa (685 km), a Muja (365 km), a Mamakan és a Mama (350 km).

## Természetvédelem
1982-ben a folyó középső szakasza mentén, az Irkutszki és a Csitai terület határán 585 000 hektáros természetvédelmi területet létesítettek, mely a Kodar-, a Deljun-Uran- és az Észak-mujai-hegység egyes részeit foglalja magában. Nyugati határa a Vityim, a folyó medrének szélessége ezen a 68 km-es szakaszon 220–360 m között váltakozik, de a jobb partján fekvő Oron-tóval találkozva 2,5 km széles, zátonyokkal, kis szigetekkel borított öblöt alkot.

## Települések, ásványi kincsek
A Vityim medencéjének aranylelőhelyei régóta ismertek.
- Bodajbo, 16 000 fő (2005), a folyó menti egyetlen jelentősebb város, az aranybányászat központja. Környékén egykor gulagtáborok voltak.

Az arany mellett a medence egyéb értékes ásványi kincsei, így urán-, cink- és ólomérc készletei is számottevőek (Ozernij településnél, Romanovkától 40–70 km-re). Kitermelésükre és feldolgozásukra jelenleg tervek készülnek.

## Vízerőmű tervei
2007 nyarán egy gazdasági fórumon döntöttek a Vityim középső szakaszán, Burjátföld és a Csitai terület határán létesítendő vízerőmű megépítéséről. Ez többek között az Ozernij településnél épülő ércdúsító és a közelében (Hiagda) található jelentős uránérclelőhelyek kiaknázásának energiaigényét elégítené ki. Az erőmű tervezett teljesítménye 1300 MW. Építése a tervek szerint 2010-ben kezdődött volna, az első egységet 5-6 évvel később helyezték volna üzembe.